# Bangladeschische Cricket-Nationalmannschaft in den West Indies in der Saison 2018
Die Tour der bangladeschischen Cricket-Nationalmannschaft in die West Indies in der Saison 2018 fand vom 4. Juli bis zum 4. August 2018 in den West Indies und den Vereinigten Staaten statt. Die internationale Cricket-Tour war Bestandteil der Internationalen Cricket-Saison 2018 und umfasste zwei Tests, drei One-Day Internationals und drei Twenty20s. Bangladesch gewann die beiden Limited-Overs-Series 2–1, während die West Indies die Testserie 2–0 gewannen.

## Vorgeschichte
Die West Indies spielten zuvor eine Tour gegen Sri Lanka, Bangladesch eine Tour gegen Afghanistan in Indien. Das letzte Aufeinandertreffen der beiden Mannschaften bei einer Tour fand in der Saison 2014 in Bangladesch statt. Ursprünglich sollte die Tour schon im Februar stattfinden. Da die West Indies jedoch den ICC Cricket World Cup Qualifier 2018 bestreiten mussten, wurde sie in den Sommer verlegt.

## Stadion
Die folgenden Stadien wurden für die Tour ausgewählt und am 15. Mai 2018 bekanntgegeben.
| Stadt       | Land                | Stadion                       | Kapazität | Spiele         |
| ----------- | ------------------- | ----------------------------- | --------- | -------------- |
| Basseterre  | St. Kitts und Nevis | Warner Park                   | 8.000     | 3. ODI; 1. T20 |
| Georgetown  | Guyana              | Providence Stadium            | 20.000    | 1. & 2. ODI    |
| Kingston    | Jamaika             | Sabina Park                   | 20.000    | 2. Test        |
| North Sound | Antigua und Barbuda | Sir Vivian Richards Stadium   | 10.000    | 1. Test        |
| Lauderhill  | USA                 | Central Broward Regional Park | 20.000    | 2. & 3. T20    |

## Kaderlisten
Bangladesch benannte seinen Test-Kader am 18. Juni, seinen ODI-Kader am 3. Juli und seinen Twenty20-Kader am 28. Juli 2018.
Die West Indies benannten ihren Test-Kader am 3. Juli, ihren ODI-Kader am 16. Juli und ihren Twenty20-Kader am 30. Juli 2018.
| Test | Test | ODI | ODI | Twenty20 | Twenty20 |
| West Indies | Bangladesch | West Indies | Bangladesch | West Indies | Bangladesch |
| --- | --- | --- | --- | --- | --- |
| - Jason Holder (K) - Devendra Bishoo - Kraigg Brathwaite - Roston Chase - Miguel Cummins - Shane Dowrich (wk) - Shannon Gabriel - Shimron Hetmyer - Shai Hope - Alzarri Joseph - Keemo Paul - Kieran Powell - Kemar Roach - Devon Smith | - Shakib Al Hasan (K) - Abu Jayed - Imrul Kayes - Kamrul Islam Rabbi - Litton Das (wk) - Mahmudullah - Mehedi Hasan - Mominul Haque - Mushfiqur Rahim (wk) - Nazmul Hossain Shanto - Nurul Hasan (wk) - Rubel Hossain - Shafiul Islam - Taijul Islam - Tamim Iqbal | - Jason Holder (K) - Devendra Bishoo - Sheldon Cottrell - Chris Gayle - Shimron Hetmyer - Shai Hope (wk) - Alzarri Joseph - Evin Lewis - Jason Mohammed - Ashley Nurse - Keemo Paul - Kieran Powell - Rovman Powell - Andre Russell | - Mashrafe Mortaza (K) - Shakib Al Hasan (VK) - Abu Hider - Abu Jayed - Anamul Haque - Litton Das (wk) - Mahmudullah - Mehedi Hasan - Mosaddek Hossain - Mushfiqur Rahim (wk) - Mustafizur Rahman - Nazmul Hossain Shanto - Nazmul Islam - Rubel Hossain - Sabbir Rahman - Tamim Iqbal | - Carlos Brathwaite (K) - Samuel Badree - Sheldon Cottrell - Andre Fletcher - Evin Lewis - Ashley Nurse - Keemo Paul - Rovman Powell - Denesh Ramdin (wk) - Andre Russell - Marlon Samuels - Chadwick Walton - Kesrick Williams | - Shakib Al Hasan (K) - Abu Hider - Abu Jayed - Ariful Haque - Litton Das (wk) - Mahmudullah - Mehedi Hasan - Mosaddek Hossain - Mushfiqur Rahim (wk) - Mustafizur Rahman - Nazmul Islam - Rubel Hossain - Sabbir Rahman - Soumya Sarkar - Tamim Iqbal |

## Tour Match
| 28. – 29. Juni Scorecard | Antigua | Bangladesch 403 (84.2) | – | West Indies President’s XI 310-8 (85) |
|                          |         | Remis                  |   |                                       |

| 19. Juli Scorecard | Kingston | UWI Vice Chancellor's XI 227-9 (50) | – | Bangladesch 230-6 (43.3) |
|                    |          | Bangladesch gewinnt mit 4 Wickets   |   |                          |

## Tests

### Erster Test in North Sound
| 4. – 6. Juli Scorecard | North Sound | Bangladesch 43 (18.4) & 144 (40.2)                 | – | West Indies 406 (137.3) |
|                        |             | West Indies gewinnt mit einem Innings und 219 Runs |   |                         |

### Zweiter Test in Kingston
| 12. – 14. Juli Scorecard | Kingston | West Indies 354 (112) & 129 (45) | – | Bangladesch 149 (46.1) & 168 (42) |
|                          |          | West Indies gewinnt mit 166 Runs |   |                                   |

## One-Day Internationals

### Erstes ODI in Georgetown
| 22. Juli Scorecard | Georgetown | Bangladesch 279-4 (50)          | – | West Indies 231-9 (50) |
|                    |            | Bangladesch gewinnt mit 48 Runs |   |                        |

### Zweites ODI in Georgetown
| 25. Juli Scorecard | Georgetown | West Indies 271 (49.3)         | – | Bangladesch 268-6 (50) |
|                    |            | West Indies gewinnt mit 3 Runs |   |                        |

### Drittes ODI in Basseterre
| 28. Juli Scorecard | Basseterre | Bangladesch 301-6 (50)          | – | West Indies 283-6 (50) |
|                    |            | Bangladesch gewinnt mit 18 Runs |   |                        |

## Twenty20 Internationals

### Erstes Twenty20 in Basseterre
| 31. Juli Scorecard | Basseterre | Bangladesch 143-9 (20)                         | – | West Indies 93-3 (9.1/11) |
|                    |            | West Indies gewinnt mit 7 Wickets (D/L method) |   |                           |

### Zweites Twenty20 in Lauderhill
| 4. August Scorecard | Lauderhill | Bangladesch 171-5 (20)          | – | West Indies 159-9 (20) |
|                     |            | Bangladesch gewinnt mit 12 Runs |   |                        |

### Drittes Twenty20 in Lauderhill
| 5. August Scorecard | Lauderhill | Bangladesch 184-5 (20)                       | – | West Indies 135-7 (17.1/17.1) |
|                     |            | Bangladesch gewinnt mit 19 Runs (D/L method) |   |                               |